# Réservoir McTavish

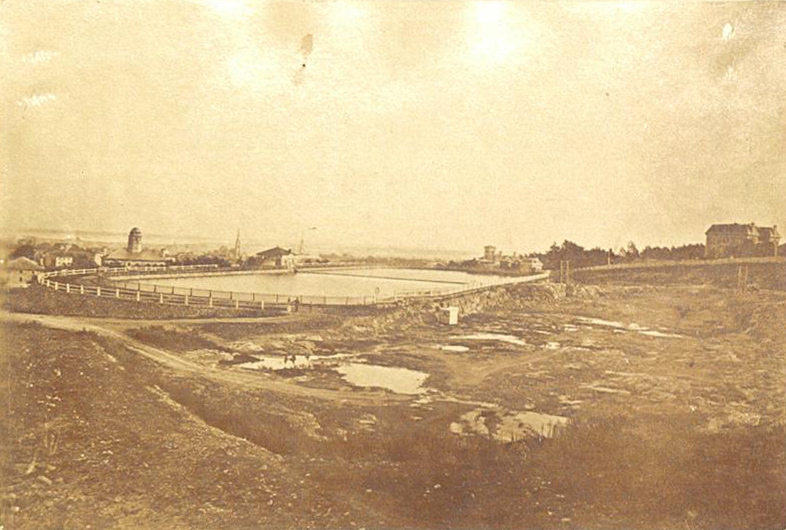
Le réservoir McTavish tel qu'il était en 1873, à découvert. La coupole du bâtiment de l'Université McGill (maintenant appelé le Pavillon des Arts) visible à gauche.

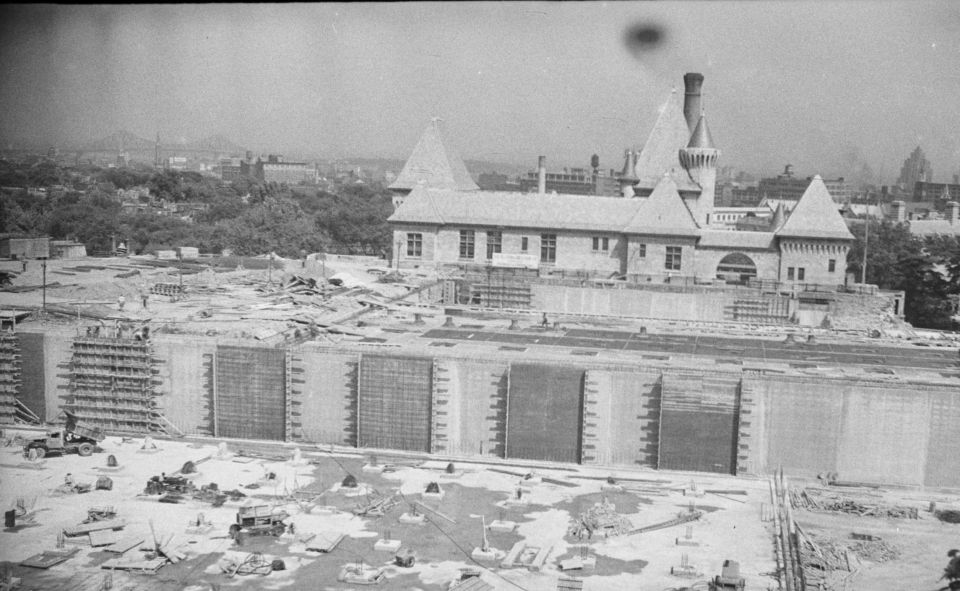
Réservoir McTavish en reconstruction en 1947.

Le réservoir McTavish, du nom de Simon McTavish, est un réservoir souterrain et un parc situé dans le campus de l'Université McGill sur le versant sud du Mont Royal à Montréal, Québec, Canada. Il contient 37 000 000 gallons d'eau et est alimenté par des pompes situées dans un bâtiment château de style néo-Renaissance au sud-est du parc. Le site du réservoir est également connu sous le nom Parc Rutherford et est l'emplacement de la station d'observation météorologique automatisée McTavish (ACTS, 71612).

## Historique
La ville de Montréal décide de construire le réservoir après le grand incendie de 1852 qui détruit près de la moitié des maisons dans la ville. L'incendie avait éclaté alors que le réservoir précédent, alors situé carré Saint-Louis, était fermé pour travaux.
Dessiné par l'ingénieur canadien Thomas Keefer (en), le réservoir actuel est construit entre 1852 et 1856 et utilise la roche naturelle du site pour retenir l'eau, avec un peu de maçonnerie sur le côté sud du réservoir. Le réservoir McTavish a été augmenté en taille deux fois après sa construction initiale et fut recouvert en 1957. Le nouvel espace, le parc Rutherford, est maintenant utilisé pour les loisirs  : la falaise créée pour la construction du réservoir est utilisée comme un lieu d'escalade sur glace au centre-ville,.
En 2008, des travaux de modernisation de la station de pompage coûtent neuf millions de dollars afin de prévenir la contamination de l'eau. En 2009, la ville de Montréal identifie le parc Rutherford au-dessus du réservoir comme un site exposé aux menaces terroristes et tente de restreindre l'accès au public, étant donné le danger terroriste.

## Accidents
- Lors de sa construction en 1852, le dynamitage du roc propulse de gros rochers sur le toit de l'édifice McGill College, maintenant le pavillon des arts McCall MacBain, obligeant le personnel et les étudiants à chercher refuge.
- Le 8 septembre 2011, un des tuyaux du réservoir éclate et inonde le campus de l'Université McGill[5].
- Le 28 janvier 2013, de graves inondations causés par l'eau provenant du réservoir McTavish affectent plusieurs bâtiments sur le campus du centre-ville de l'Université McGill[6].
- Le 22 mai 2013, le réservoir McTavish ainsi que 6 autres réservoirs sont affectés par une levée de sédiments du réservoir Atwater, touchant 1,8 million de montréalais, 21 villes et arrondissements[7]. L'avis d'ébullition de 48 heures qui s'ensuit est le plus important avis du genre de l'histoire de Montréal[8].